# حبيب أبو محفوظ
حبيب سعود سالم أبو محفوظ هو إعلامي أردني (مواليد 30 يونيو 1981 -) مدينة الزرقاء، يعمل كمراسل إخباري للجزيرة نت، ومعد ومقدم برامج سابق في قناة الأقصى الفضائية، منذ أواخر العام 2006 حتى 2020، وكصحفي في جريدة السبيل الأردنية اليومية، وكاتب مقالات دورية في جريدة السبيل الأردنية، وكذلك في المركز الفلسطيني للإعلام، إخوان أون لاين، وجريدة الأمان، وغيرها العشرات من المواقع الإلكترونية، شارك في قافلة أسطول الحرية لكسر الحصار «الإسرائيلي» عن قطاع غزة، أعتقل من قبل السلطات المصرية، بسبب علاقتها بالاخوان المسلمون المحظورة في مصر